# Apachepigens Hævn
Apachepigens Hævn er en dansk stum dramafilm produceret af Biorama og instrueret af Carl Alstrup, der også skrev filmens manuskript "efter en fransk idé".
Filmen havde dansk biografpremiere den 14. april i Biorama (det senere Triangel Teater) i København. 

## Handling
En gesandtskabssekretær kommer sent hjem en tidlig morgen efter et middagsselskab, hvor der ikke har manglet noget. Han taber sin tegnebog, og en ung kvinde tager den. Gesandtskabssekretæren stopper kvinden, men hendes ven, der er apache (betegnelsen for et medlem af en kriminel bande i La Belle Époque i Paris), kommer og lægger sig imellem, og kvinden stikker af. Sekretæren får jaget apachen væk og anmelder tyveriet til politiet. 
Apacherne sidder på en snusket knejpe, hvor apacheanføreren praler af sit store udbytte, og apacherne drikker den ene omgang efter den anden. Apacheanføreren sender sin veninde ud efter cigaretter, og da hun er gået charmerer en anden apachekvinde sig ind på anføreren, der gengælder hendes interesse. Da veninden kort efter kommer tilbage opstår slagsmål mellem hende og rivalinden. Apacheanføreren må dæmpe gemytterne, og han tager pengene fra den første kæreste. Hun bliver vred og for at hævne sig tager hun den tomme tegnebog og går til politiet. Politiet stormer apachernes knejpe og anholder apacheanføreren; de øvrige pacher flygter. Kun kroværten og de to rivalinder er tilbage i knejpen. Den drukne krovært har blot betragtet det hele som en sædvanlig dag i knejpen, den ene kvinde begræder tabet af sin ven, og den anden nyder sin hævn.

## Medvirkende
- Kate Fabian, som Apachepigen
- Axel Schultz, som Apache
- Emanuel Tvede, som Gesandtskabssekretæren
- Carl Alstrup, som Apacheanføreren
- Trine Wulff, som Apacheanførerens veninde
- Emilie Sannom, som rivalinden
- Jørgen Lund, som Knejpevært
- Nicolai Eiberg, som Politiassistent